# 異世奇人
《異世奇人》是一部自1963年起由英國廣播公司（BBC）製作播映的英國科幻電視劇。該劇由西德尼·纽曼、C·E·韋伯和唐納·威爾森共同創作，故事講述一位名為「博士」的外星人，他是稱為「时间领主」的類人生物種族成員，乘坐名為TARDIS的時光機器穿梭於宇宙與時間之間的冒險歷程。TARDIS外觀為英國傳統警亭，但內部空間廣闊無比。在旅途中，博士致力於拯救生命、解放受壓迫的群體，並對抗各類敵對勢力。博士通常與不同的同伴一同展開冒險。
自第一任博士威廉·哈特内尔起，已有十四位演員飾演該角色。截至2025年，舒提·加特瓦擔任第十五任博士。劇中透過「化身」（regeneration）的設定，使不同演員的更替橋段融入劇情：當時間領主遭受致命傷害時，他們的細胞會進行再生，轉變為擁有不同外貌、舉止與性格，但保有相同記憶的新形態。這使每位演員對博士的詮釋都獨具風格，共同構築博士生命的不同階段與單一敘事線。由於劇情涉及時空旅行，不同時期的博士有時會在劇中相遇。博士的外貌也可能改變種族或性別；2017年，朱迪·惠特克成為首位飾演博士的女性，而2024年，加特瓦則成為首位飾演博士的黑人演員。
《神秘博士》是英國及其他地區流行文化的重要組成部分，並擁有龐大的粉絲群體。該劇深深影響了多代英國電視從業人員，許多人自幼觀看該劇長大。粉絲群體有時被稱為「胡迷」（Whovians）。根據總體播放收視、DVD與書籍銷售紀錄，《神秘博士》獲得吉尼斯世界纪录認證，成為全球播放時間最長的科幻電視劇，並被評為「最成功的」科幻影集之一。
該劇原版自1963年播出至1989年結束。1996年，BBC以電視電影《神秘博士》作為試播集，試圖重啟劇集，但未能成功延續製作。2005年，BBC威尔士於加的夫重新啟動該劇。自2023年起，《神秘博士》由Bad Wolf與BBC Studios Productions共同於加的夫製作。該劇發展出龐大的「Whoniverse」，包括漫畫、電影、小說、廣播劇，以及多部衍生電視劇，如《火炬木小组》（2006–2011年）、《珍姐科幻大冒險》（2007年–2011年）、《K9》（2009年–2010年）、《課堂》（2016年）、《TARDIS的故事》（2023年–2024年），以及即將推出的《陸地與海洋之戰》（The War Between the Land and the Sea）。此外，《神秘博士》也成為多部惡搞作品和流行文化引用的題材。

## 劇情概要
《神秘博士》的故事圍繞主角「博士」的冒險展開。博士是一位來歷神秘的流亡时间领主，真實姓名不詳，僅以「博士」自稱。他曾從時間領主的母星——卡里弗雷（Gallifrey）偷走一艘名為TARDIS（全名為「時間與相對維度之間」Time and Relative Dimension(s) in Space）的時光機器，自此開始穿梭於時間與空間中。TARDIS的特殊之處在於能進入並離開時間渦流以實現時空旅行，其內部空間遠大於外觀，但外形卻保持狹小。TARDIS原本搭載「擬態電路」（chameleon circuit），能夠隨環境變換外觀以融入當地。然而，因裝置故障，博士的TARDIS長期固定為藍色英國警亭的外型。
博士的多個化身在時空旅途中，經常遭遇引人入勝的事件，並憑藉機智和有限的資源（如多功能的音速螺絲起子）協助阻止邪惡勢力傷害無辜或改變歷史。博士鮮少獨自旅行，通常會有一位或多位同伴隨行展開冒險。這些同伴多為人類，部分原因與博士對地球懷有特殊情感有關。因此，當地球面臨威脅時，博士也經常與國際軍事組織UNIT合作。
作為時間領主，博士壽命可達數百年，並擁有「再生」能力——當肉體遭致致命損傷時，博士會進行再生，重組細胞並以不同的外貌與性格重生。在多次冒險過程中，博士的各種化身也結識了許多宿敵，包括戴立克、其創造者達戴沃斯、賽博人、以及叛逃的時間領主「大師」。

## 歷史

### 開端
《異世奇人》於1963年11月23日 星期六 17:16:20 GMT，比预定的下午5:15晚了80秒后在BBC1首次登场。节目起初被设计为一个周播剧，每集长25分钟。
在此之前，节目的讨论与筹备工作持续了一年时间。戲劇部主任，加拿大人西德尼·纽曼当时主要负责该劇的开发，并与剧本部主任唐纳德·威尔森（后来成为該劇的負責人）和特约编剧C·E·韦伯一起撰寫了该劇的第一個形式规范文档。編劇安东尼·科伯恩和剧本编辑大卫·惠特克以及第一任制片人维丽蒂·兰伯特也對该劇的开发作出了重大貢獻。
该剧最初想要吸引家庭观众，成为以时间旅行的方式探索科学思想和著名的历史事件的教育性节目。
1963年7月31日，惠特克委托泰瑞·内申以“The Mutants”为题撰写一个故事。
在原本的故事中，Dalek和Thal本是一场外星生物中子弹袭击的受害者，但是内申后来抛弃了外星生物，并把Dalek设定为了侵略者。
当剧本向纽曼和威尔森展示时，随即因节目不允许含有任何“眼睛突出的怪物”（bug-eyed monster）而遭拒绝。雖然第一个故事已经完成，BBC确信下一个故事的成功极其重要，然而《The Mutants》是唯一一个完成的剧本，因此剧组别无选择，只能使用它。

据制片人维丽蒂·兰伯特回忆：
“我们当时没什么选择的余地，我们只有Dalek的故事可以拍摄……我们有一点信任危机，因为唐纳德·威尔森十分坚决地表示我们不应制作它。倘若我们还有其他完成的故事，我们便会转而去制作它们。”

（We didn't have a lot of choice — we only had the Dalek serial to go ... We had a bit of a crisis of confidence because Donald Wilson was so adamant that we shouldn't make it. Had we had anything else ready we would have made that.）
内申的剧本因此成为了《神秘博士》的第二个故事 – 《The Daleks》（亦称《The Mutants》）。这个故事介绍了日后会成为节目最受喜爱的怪物的同名外星生物，并造就了BBC的第一次销售热潮。
BBC戏劇部連續劇分部制作了26季的节目，在BBC 1播出。由於观众數量的下降、公眾对节目認知的下降和不佳的播出时段，BBC 1的管理者乔纳森·鲍威尔在1989年暫停了该剧的制作。

### 暫停製作
尽管（如演员苏菲·阿尔德雷德在纪录片《Doctor Who: More Than 30 Years in the TARDIS》中所称）该剧因不再委托制作1990年播出的计划中的第27季的决定，而被非正式地实际取消，BBC一再申明该剧未来会回归荧屏。
在内部制作停止期间，BBC曾希望找到一家獨立制作公司重启该剧。早在1989年7月，在美國哥倫比亞影業電視部工作的英國僑民菲利普·西格尔便與BBC洽談过這個項目，当时第26季节目仍在制作当中。
西格尔的商谈最终促成福克斯、環球影業、BBC和BBC Worldwide联合制作《異世奇人》电视電影，这部电影于1996年在福克斯电视台播出。
儘管這部電影在英國很成功（有910萬观众），但在美國却观众甚少，因此未能促成電視劇的制作。 
获得許可的一些出版物，比如小說和播音劇，提供了新故事，但是電視剧《異世奇人》却一直休眠到了2003年。
在当年9月，BBC電視宣布，在BBC Worldwide多年来寻求对電影版本项目的支持的失败尝试之後，在内部制作该剧的新系列。新系列的執行制作人是編劇拉塞爾·T·戴維斯和BBC威尔士戲劇部主任朱莉·加德纳。

### 重新上演
《異世奇人》最終以一集于2005年3月26日回歸BBC One。此后，在2006–2008年及2010–2012年共有6个续集播出季；自2005年起，几乎每年都有1部聖誕特輯。
虽然2009年製作了4部大卫·田纳特出演的特輯，但该年沒有拍攝完整的播出季。2010年，史蒂芬·莫法特取代戴維斯成為總編劇和執行製片人。
2017年随着第十三位博士的登场，克里斯·奇布诺尔接替了莫法特成為總編劇和執行製片人。
在克里斯担任总编剧期间，《異世奇人》取消了圣诞特辑，而是改成了元旦特辑；第十一季、第十二季的集数也有所缩短，由原来的12或13集变成了10集，而第十三季只有6集。
2022年播出了三部由第十三任博士朱迪·惠特克出演的特辑：新年特辑《Eve of the Daleks》、复活节特辑《Legend of the Sea Devils》以及作为BBC百年台庆一部分的《The Power of the Doctor》，2022年全年同样没有任何播出季。
2005年版的《異世奇人》是原始1963–1989年系列和1996年電視電影的直接续集。
这不同于其他一些重启的節目，要么完全重新制作（如《太空堡垒卡拉狄加》和《Bionic Woman》），要么将故事设定在同一個宇宙的不同时期，有着不同的人物（如《星际旅行：下一代》及其衍生劇）。

## 剧集
《神秘博士》最初于1963年11月23日到1989年12月6日期間在BBC One播出了26季。
在此期间，每週播出一个故事（或称为连续故事（serial））中的一集，早期一个故事通常由4到6集组成，而後期則为3到4集。比较著名的例外有：12集的《The Daleks' Master Plan》（外加一個先期播出的沒有常規演员出演的前传“Mission to the Unknown”）；几乎贯穿第7季全季的7集故事；第23季的10集故事《The War Games》和14集故事《The Trial of a Time Lord》（虽然分成了3個製作代碼和4個叙事部分）。
有時候，一季由一個鬆散的故事线索連接，比如第八季讲述博士對抗一个名为法師（the Master）的无赖时间领主、第16季的寻找時間钥匙、第18季的E-Space的旅程和熵的主題、以及第20季的黑卫士三部曲（Black Guardian Trilogy）。
這個節目最初设定为在週六晚間早期供全家观看的教育性節目。起初，节目在设定在过去的故事（用于教授年輕觀眾歷史）和設定在未來或外太空的故事（教授年轻观众科學）间交替。這也反映在博士最初的同伴设定上，一個是科學老師，而另一個是歷史老師。
然而，科幻故事逐漸佔據主導地位，歷史故事不再受到製作團隊歡迎，在《The Highlanders》（1967）之後被放弃。不过這個節目仍然会使用歷史場景作為科幻故事的布景，有一个例外：設定在1920年代英格蘭的《Black Orchid》。
早期的故事是連續的，一個故事的情节会延续到下一個故事，并且每集都有独立的標題，儘管这些故事是按不同的製作代碼视作不同的故事来制作的。不过从《The Gunfighters》（1966）起，雖然每個故事仍有自己的標題，但每部分只是简单地编上集数。
在這個節目的眾多編劇之中，罗伯特·福尔摩斯是最多產的，而道格拉斯·亚当斯则是因他深受人们喜爱的《银河系漫游指南》而非《神秘博士》而成为最知名的编剧。
故事形式为2005年復活进行了变革，每季通常為13集、每集45分鐘（在海外商業频道上因有廣告而为60分鐘）的独立剧集，以及1个在圣诞节播出的加长集组成。每季包括多个單集和多集的故事，由在每季结局解决的鬆散的故事線索连接。
如同“經典”時代的早期的剧集，無論是单集或是多集故事的一部分，每集都有自己的標題。偶爾，常规剧集會超過45分鐘，特别是2008年的“旅途终点”和2010年的“危急时刻”都超过了一小時。
自1963年起，已播出了800集《神秘博士》，这些剧集中有25分鐘集（最常見形式）、45分鐘集（1984年的《Resurrection of the Daleks》，1985年的一季和复活系列）、2部长篇故事（1983年的“The Five Doctors”和1996年電視電影）、8部聖誕特辑（大多数长为60分钟，一部长为72分钟）、以及在2009年、2010年和2013年播出的时长为60到75分鐘的4部附加特辑。另有為1993年、2005年和2007年Children in Need慈善募捐活动而製作4个约8分钟的迷你集，及为2008年“神秘博士”主題逍遥音乐会製作的另1个迷你集。1993年题为《Dimensions in Time》的2部分故事是和BBC肥皂剧《东区人》合作制作的，部分在《东区人》片场拍摄。亦有1个為2011年喜劇救濟製作的兩部分迷你集。从2009年特辑“死亡星球”开始，節目以1080i为HDTV拍攝，并同時在BBC One和BBC HD播出。
为庆祝该节目播出50周年，一部3D特辑“博士之日”在2013年播出。2013年3月，消息指出田纳特和派佩在该集回归，该集也会在世界部分电影院放映。

## 角色

### 历任博士
博士由多位演員依次飾演，當由一位演員換成另一位演員時，這個改變稱為重生，而博士的身體、相貌會改變，某種程度上，性格也會隨之改變。
儘管每個演員詮釋的方式都不同，甚至有時不同的化身會相遇，但他們都定義成同一個角色。其中由朱迪·惠特克扮演的博士，她在彼得·卡帕尔蒂之後接演這個角色，同时也是神秘博士正传的第一位女博士。
| 博士 | 演员              | 年份            | 备注                                                                     |
| ---- | ----------------- | --------------- | ------------------------------------------------------------------------ |
| 1    | 威廉·哈特内尔     | 1963–1966       |                                                                          |
| 2    | 帕特里克·特劳顿   | 1966–1969       |                                                                          |
| 3    | 乔恩·珀特维       | 1970–1974       |                                                                          |
| 4    | 汤姆·贝克         | 1974–1981       |                                                                          |
| 5    | 彼得·戴维森       | 1981–1984       |                                                                          |
| 6    | 科林·贝克         | 1984–1986       |                                                                          |
| 7    | 西尔维斯特·麦考伊 | 1987–1989, 1996 |                                                                          |
| 8    | 保罗·麦甘         | 1996, 2013      | 藉凯伦姊妹团之助重生为War Doctor，终结时间大战                           |
| 9    | 基斯杜化·艾克斯顿 | 2005            |                                                                          |
| 10   | 大卫·田纳特       | 2005–2010, 2013 | 利用《圣诞入侵》时保存重生初期的断手，巧妙重生回复一次[2]                |
| 11   | 马特·史密斯       | 2010–2013       | 若依用毕重生次数是第12位[3]；最后自时间裂缝的时间管理者再得重生能力[4]   |
| War  | 约翰·赫特         | 2013            | 博士的黑历史；从第8任重生而来[5]，在《博士之日》事件结束后重生为第9任[6] |
| 12   | 彼得·卡帕尔蒂     | 2013–2017       | 首次出场为《博士之日》称13位博士到齐[7]，但片尾未同众博士现身[8]         |
| 13   | 朱迪·惠特克[9]    | 2017-2022       | 首位女性博士                                                             |
| 14   | 大衛·田納特       | 2023            | 第十三任博士的繼承人，外貌與第十任博士相同                               |
| 15   | 舒提·加特瓦       | 2023-2025       | 首位領銜主演的黑人博士                                                   |
| 16   | 比莉·派佩         | 2025-至今       | 外貌与前同伴罗斯·泰勒相同                                                |

### 其他
- 同伴
- 對手（英语：List of Doctor Who universe creatures and aliens）
- 歹徒（英语：List of Doctor Who villains）
- 戴立克(中文翻譯有達立克斯或達雷克斯兩種)
- 賽博人
- 法师（英语：The Master (Doctor Who)）
- K9（英语：K9 (Doctor Who)）

## 收視

### 香港
香港亞洲電視曾播放本劇舊版本，而其國際台亦於2006年至2009年間播映本劇第一至三輯，與DVD版均稱《異世奇人》。

### 台灣
台灣公共廣播電視集團旗下的中華電視公司，於2009年1月1日起在每週一至週五晚間十二點，於台灣首播此部影集第一至三輯，名為《超時空博士》，但無播映聖誕特輯。
此外，台灣電視公司早在1986年8月25日至1987年9月2日以 《何博士》為劇名，播出本劇舊版本。
2015年，中華電信MOD中之「愛爾達影劇台」（45台）以《超時空奇俠》播出新版第五季和第六季，播出時間是六日晚間10：00。
現行BBC娛樂台台港譯名為《超時空奇俠》，該譯名最早出現於台灣DVD版本。

### 中國大陸
中國大陸譯為《神秘博士》，上海外语频道于2011年上海电影节期间播放了第五季第一集的删减版。
中央电视台付费频道风云剧场播出5〜6季以及一期圣诞特辑，于2014年1月2日播放结束。
上海艺术人文频道和上海外语频道于2015年6月上海电视节期间播放了第八季全季。
2017年6月，英國廣播公司與中國上海广播电视台達成協議，後者享有中國市場版權優先購買權，包括2005年重啟以來直到系列15的劇集。

## 改编及衍生作品
英國長壽科幻電視劇“神秘博士”的衍生劇“火炬木小组”也是一部科幻電視劇，由拉塞爾·T·戴維斯創作，约翰·巴洛曼主演。主要講述了虛構的“火炬木第三分部”“卡迪夫”分部的故事。火炬木小组主要工作是研究超自然現象和事物。
兩部電視劇之間有著密切的聯繫。火炬木小组第一次在神秘博士裡出現是在2005年聖誕節特別篇的「聖誕入侵」一集中，外星人正在接近地球，而英國首相還未找到博士，於是她說「火炬木那邊如何？」；後來外星人離開時在首相命令下摧毀他們的太空船。
實際上，在這之前也含糊地提到過一次，在2005年系列1的第12集《恶狼》裡，在遊戲房間「最弱一環」裡，有一個問題提到「一個古老地球的機構」，正確答案是「火炬木」。

劇集中完整提到「火炬木研究院」的是在《牙與爪》一集中。維多利亞女王被狼人襲擊後，相信了超自然現象的存在，然後她說：
「……我要成立…一所研究院，探究這些奇異事件，尋找對抗方法。我要叫它火炬木，火炬木研究院……」。
火炬木於第二季結局中意外地把平行地球的赛博人引入，而且於後來赛博人跟戴立克的戰中遭到毀滅。超疑特工就是設於這場短短的戰爭之後，火炬木小組由夏積隊長重組。
及後BBC亦推出了另一較適合兒童和青少年的衍生劇《珍姐科幻大冒險》，以早年的女主角莎拉·簡為主角的新冒險故事。
而博士為简創造的機械狗K-9，亦將其作為主角拍成新的電視劇K-9，由澳洲電視台制作，並在香港於2011年3月14日起，於有線的第十六號台播放。

## 書籍出版

### 中國大陸
《神秘博士》原創小說分別由新星出版社、上海譯文出版社出版，部分小說劇情由劇集劇情改編。

#### 新星出版社
出品方：八光分文化
小说：
- 人类唯一 - (Only Human)
- 美丽的混沌 - (Beautiful Chaos)
- 寂静星辰飞过 - (The Silent Stars Go By)
- 血囚房 - (The Blood Cell)
- 阿波罗23号 - (Apollo 23)
- 天使之触 - (Touched by an Angel)
- 玛莎的故事 - (The Story of Martha)
- 侧影 - (Silhouette)
- 盗梦贼 - (The Stealers of Dreams)
- 石中女神 - (The Stone Rose)
- 噬悲者 - (Shroud of Sorrow)
- 四维深渊 - (Deep Time)
- 耀眼的黑暗 - (Shining Darkness)
- 美好博士 -（The Good Doctor）
- 瑞雯·宋传奇 -（The Legends of River Song）
- 战争魔法 -（Combat Magicks）
- 幻影之城 -（Plague City）

其他出版物：
- 神秘博士学 - Who-ology

#### 上海譯文出版社
- 神秘博士：沙达 - (shada)
- 神秘博士：死亡之城 - (The City of Death)

#### 人民郵電出版社
- 神秘博士珍宝书（50周年官方纪念版） - (Doctor Who The Vault)

#### 译林出版社
- 神秘博士：12位博士，12个故事 - （12 Doctors, 12 Stories）

### 台灣
神秘博士原創小說由BBC BOOKS出版，台灣敦煌書局代理發售，共有7本、部分小說劇情由影集劇情改編。
- 『Doctor Who and the Dinosaur Invasion』 Malcolm Hulk著
- 『Doctor Who and the Genesis of the Daleks』Terrance Dicks著
- 『Doctor Who and the Web of Fear』Terrance Dicks著
- 『Doctor Who and the Zarbi』Bill Strutton著
- 『Doctor Who: Battlefield』Marc Platt著
- 『Doctor Who: The Visitation』Eric Saward著
- 『Doctor Who: Vengeance on Varos』Philip Martin著

## 文化影響
異世奇人被吉尼斯世界紀錄大全列為世界上最長壽的科幻電視影集，從其整體播出收視率、DVD和書籍出售、iTunes下載量、「非法下載」來看，也被列入有史以來「最成功」的科幻電視影集。
異世奇人開播之初，其充滿想像力的劇情、低成本卻有創意的特效及前衛的電音配樂（英國廣播公司音效工作室原創）等原因都讓它備受各界肯定，在大不列顛被認為是英國流行文化中佔有相當重要地位的一部分，也受到了部分邪典愛好者的追捧。
異世奇人影響了好幾代英國電視界的專業人士，他們中有很多人從小看它長大。許多影評人和普羅大眾贊同這是英國電視史上最好的電視節目之一，曾贏得包括英國影藝學院電影電視獎最佳電視劇獎、從2005年到2010年的5次英國戲劇類國家電視獎。

### 公眾态度
曾有谣传称，第一集的播出因发生在前一天的美国总统约翰·肯尼迪遇刺事件的加长新闻报道被延后了10分钟；但事实上，这集只晚播出了80秒。
因为BBC认为对行刺事件的报道，以及遍及全国的一系列停电事件，可能导致过多观众错过了这部新剧的第一集，他们在1963年11月30日第二集播出之前重播了这集。
这个节目很快成为了英国的全国收视惯例，在普通的观众群中拥有着大批追随者。许多知名演员请求或接受邀请，在各种故事中进行友情出演。
随着声望的提升，节目是否適合兒童的爭論开始浮现。道德活動家Mary Whitehouse在1970年代曾多次向BBC投訴称她在剧中看到了可怕而血腥的内容。在1980年代制作该剧的John Nathan-Turner曾被听闻称，他很期待Whitehouse的评论，因为在她评论后不久节目收视率便会增加。

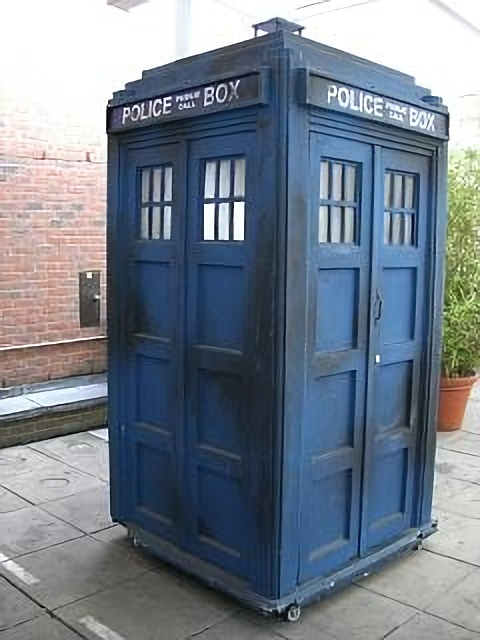
於1980年至1989年间使用玻璃纖維TARDIS。

BBC一項在1972年進行的觀眾研究調查發現，符合他們自己的定義「任何可能在身體和/或心靈造成人、動物或財產傷害或死亡的行為，無論是故意還是事故，」《異世奇人》是那時該公司製作的所有戲劇節目中最暴力的。

這一份調查還顯示，3%的被調查觀眾認為這個節目「十分不適合」闔家觀看。然而，記者Philip Howard在《泰晤士報》中回應道：
「把致使放聲大笑走出噩夢的《異世奇人》的暴力與其他電視劇中人類血液噴出更逼真的暴力相比較，就像是把地產大亨與倫敦的商品市場相比較：兩個都很精彩，但其中一個普遍被認為更認真。」
TARDIS的圖像把這個節目與公眾看法緊密相連。1996年，BBC為TARDIS的藍色警亭申請了《異世奇人》周邊商品的商標。1998年，首都警察監管局提出反對商標；但在2002年，專利局裁定支持BBC。
這個節目廣泛吸引了兒童、家庭以及科幻迷觀眾。21世紀的復活版成為了BBC One星期六的核心，並且「定義了頻道」

復活以後，《異世奇人》始終獲得了很高的評價，無論是收視率還是欣赏指数。2007年《泰晤士報》電視評論人Caitlin Moran寫道，《異世奇人》是「典型的英國式」。導演史蒂芬·史匹柏評價說，
「如果沒有《異世奇人》，世界會是個更遜的地方。」

### 引用文字
- Howe, David J.; Mark Stammers and Stephen James Walker.  paperback. London: Virgin Books. 1992. ISBN 0-86369-707-0.
- Howe, David J.; Mark Stammers, Stephen James Walker. . London: Virgin Books. 1994. ISBN 0-426-20430-1.
- Howe, David J & Walker, Stephen James.  1st. London: BBC Books. 1998. ISBN 978-0-563-40588-7.
- Howe, David J & Walker, Stephen James.  2nd. Surrey, UK: Telos Publishing Ltd. 2003. ISBN 1-903889-51-0.
- Richards, Justin.  1st. London: BBC Books. 2003. ISBN 0-563-48602-3.

## 延伸阅读
- Matt Hills. Triumph of a Time Lord: Regenerating "Doctor Who" in the Twenty-First Century (I.B. Tauris, 2010) 261 pages. Discusses the revival of the BBC's Doctor Who in 2005 after it had been off the air as a regular series for more than 15 years; topics include the role of "fandom" in the sci-fi programme's return, and notions of "cult" and "mainstream" in television.
- Tabloid Bintang Indonesia, Doctor Who Pengganti Chalkzone
- Majalah GADIS, Kenalan Bareng Doctor Who, Ketemu Bareng 1st–11th Doctor

## 外部連結

### 官方网站
- 在BBC Programmes了解《異世奇人》（英文）

- Doctor Who 50th Anniversary: Official BBC Worldwide Site – Doctor Who | Doctor Who （页面存档备份，存于）（英文）
- 在BBC Online了解Doctor Who (BBC South East Wales)
- BBC: The Changing Face of Doctor Who （页面存档备份，存于） – many press cuttings and articles from 1963 onwards
- BBC America Doctor Who website （页面存档备份，存于）
- SPACE Channel Doctor Who website

### 前BBC官方网站
- Doctor Who Series 4 （页面存档备份，存于）
- Doctor Who Series 1, 2 & 3 （页面存档备份，存于）
- Doctor Who Classic Season 1 – 1996 Movie （页面存档备份，存于）